# エカテリンブルク市電
エカテリンブルク市電（ロシア語: Екатеринбургский трамвай）はロシア連邦（旧：ソビエト連邦）のエカテリンブルク（旧：スヴェルドロフスク）を走る路面電車。総延長78 kmの大規模な路線網を有し、2020年現在はトロリーバスと共にETTU（Трамвайно-троллейбусное управление Екатеринбурга、ЕМУП）によって運営されている。

## 歴史
エカテリンブルクに路面電車が開通したのは、ソビエト連邦成立後、都市名がスヴェルドロフスクであった時代の1929年であった。都市の急速な発展に伴い路線は急ピッチで建設が進み、1935年の時点で9系統にまで成長し、運行速度は当時の路面電車で世界最速となる18 km/hを記録した。それ以降も更に路線網は膨れ上がり、第二次世界大戦
直前には全11系統、123両の車両在籍数を記録した。大戦期の市電は旅客輸送に加えて各地から疎開してきた工場への物資輸送も担うようになり、電気機関車が牽引する貨物列車も多数運行された。
終戦後、更に路面電車の路線網は急成長を遂げ、車庫の増設も行われた。車両面についても1948年以降、ソビエト連邦内で戦後初の新造車両となった大型ボギー車・MTV-82が運用に就き、1958年からはチェコスロバキアで作られた高性能路面電車のタトラカーの導入が開始された。特に1963年から営業運転を開始したタトラT3SUは1980年代まで長期に渡って大量生産が行われた。また、1960年からは運賃の支払い方法が車掌を介さず乗客自身の手で乗車券に刻印を行う信用乗車方式に変更された。ペレストロイカやソビエト連邦の崩壊により経済が不安定になった時期でも市電では路線の再編が実施され、1992年には新規路線が開通している。
2000年代以降はエカテリンブルクに工場を置くウラルトランスマッシュ製の路面電車車両を導入し近代化を進める一方、2017年にはエカテリンブルク・アリーナへの利便性を向上させるため、タチシュチュフ通り（улице Татищева）を経由する路線が開通している。この路線以外にも、エカテリンブルク市電には複数の延伸計画が存在し、幾つかは2020年代の開通を目標に建設が進んでいる。

## 路線
2023年8月に実施された大規模な系統再編以降、エカテリンブルク市電は系統は以下の系統で運行されている。トロリーバスや路線バスとの系統番号の重複を避けるため、1番から24番までの番号が路面電車に割り当てられている。また、平日・休日共に一部列車は区間運転を実施している。運賃についてはトロリーバスや路線バスと共通で設定されており、支払いは非接触式ICカードやネット支払い、スマートフォン用アプリのエカルタ（ЕКАРТА）を用いる信用乗車方式が用いられている。
| 系統番号 | 起点                 | 終点                 | 備考 |
| -------- | -------------------- | -------------------- | ---- |
| 1        | ВИЗ                  | Вторчермет           |      |
| 2        | Эльмаш               | ВИЗ                  |      |
| 3        | ЦПКиО                | ВИЗ                  |      |
| 4        | метро "Ботаническая" | Шарташ               |      |
| 5        | пл. 1-й Пятилетки    | Шарташ               |      |
| 6        | Машиностроителей     | ЦПКиО                |      |
| 7        | Эльмаш               | 7 Ключей             |      |
| 8        | 40 лет ВЛКСМ         | Машиностроителей     |      |
| 9        | Керамическая         | метро "Ботаническая" |      |
| 10       | ЦПКиО                | 7 Ключей             |      |
| 11       | ВИЗ                  | Зеленый остров       |      |
| 12       | 40 лет ВЛКСМ         | Дворец Спорта        |      |
| 13       | 40 лет ВЛКСМ         | 7 Ключей             |      |
| 14       | Керамическая         | Фрезеровщиков        |      |
| 15       | 40 лет ВЛКСМ         | Вторчермет           |      |
| 16       | Волгоградская        | УрФУ                 |      |
| 17       | Керамическая         | Кушвинская           |      |
| 18       | Волгоградская        | Шарташ               |      |
| 19       | Машиностроителей     | Волгоградская        |      |
| 20       | ЦПКиО                | Шарташ               |      |
| 21       | ЦПКиО                | Кирова               |      |
| 23       | 40 лет ВЛКСМ         | Машиностроителей     |      |
| 24       | Эльмаш               | 7 Ключей             |      |

## 車両

### 現有車両
2020年の時点でエカテリンブルク市電の営業運転に用いられる車両は以下の通りである。ソ連時代はチェコスロバキア（現：チェコ）のČKDタトラ製の車両が長期に渡って導入されていたが、ソ連崩壊以降はウラルトランスマッシュ製車両の継続的な導入が行われている。
| 形式         | 形式         | 両数 (2020年現在) | 製造メーカー           | 備考                                                             |
| ------------ | ------------ | ----------------- | ---------------------- | ---------------------------------------------------------------- |
| T-3(T3SU)    | 2扉          | 72両              | ČKDタトラ              | [ 14 ] [ 15 ]                                                    |
| T-3(T3SU)    | 3扉          | 242両             | ČKDタトラ              | [ 14 ] [ 15 ]                                                    |
| T-3M(T6B5SU) | T-3M(T6B5SU) | 70両              | ČKDタトラ              | 一部はウファ市電、ウラジカフカス市電、ミンスク市電からの譲渡車両 |
| 71-402       | 71-402       | 19両              | ウラルトランスマッシュ |                                                                  |
| 71-403       | 71-403       | 9両               | ウラルトランスマッシュ |                                                                  |
| 71-405       | 71-405       | 26両              | ウラルトランスマッシュ |                                                                  |
| 71-405       | 71-405-11    | 8両               | ウラルトランスマッシュ |                                                                  |
| 71-407       | 71-407-01    | 5両               | ウラルトランスマッシュ | 部分超低床電車                                                   |
| 71-418       | 71-418       | 1両               | ウラルトランスマッシュ | 部分超低床電車                                                   |

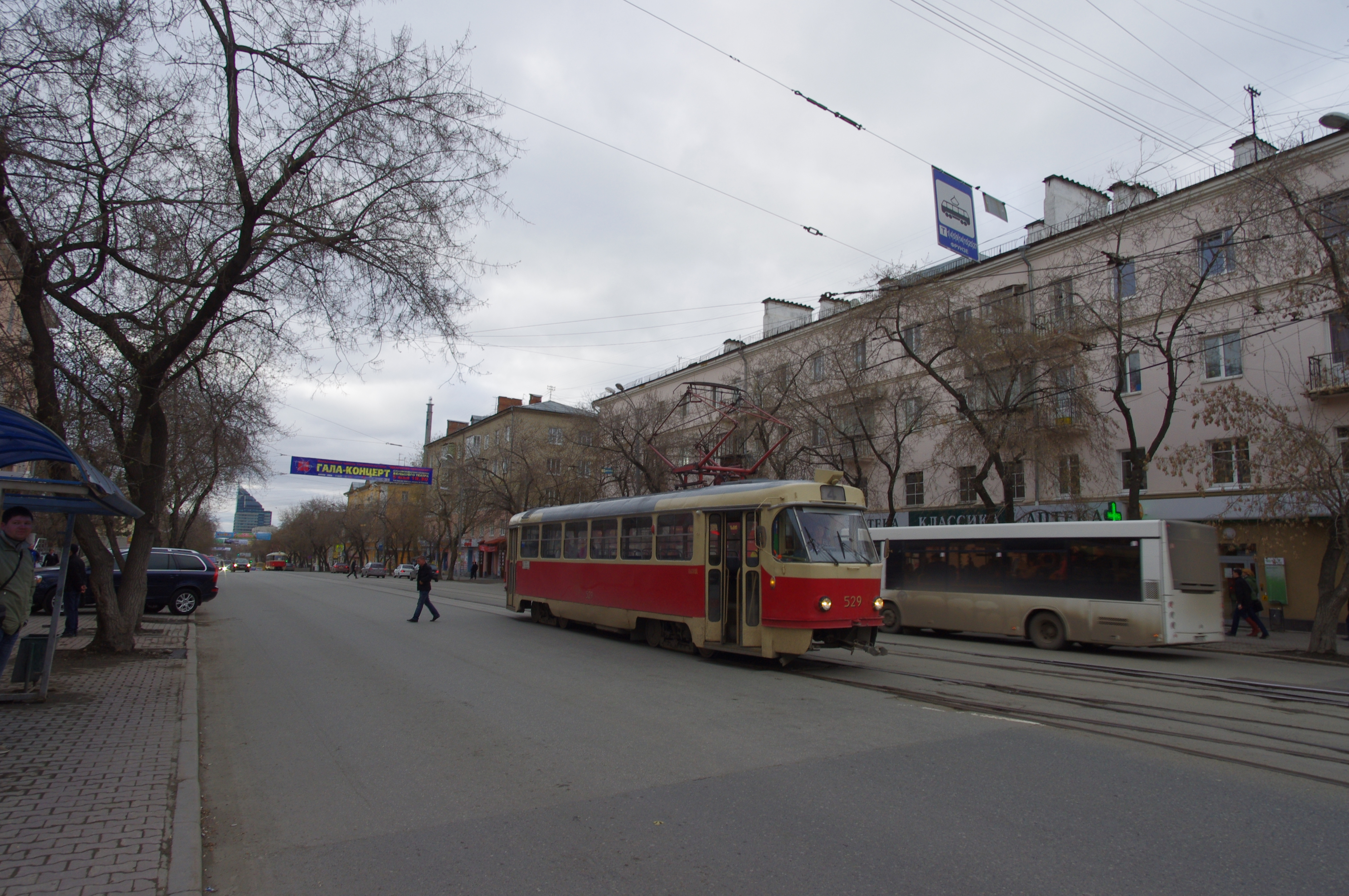
タトラT3SU（2扉）（2014年撮影）
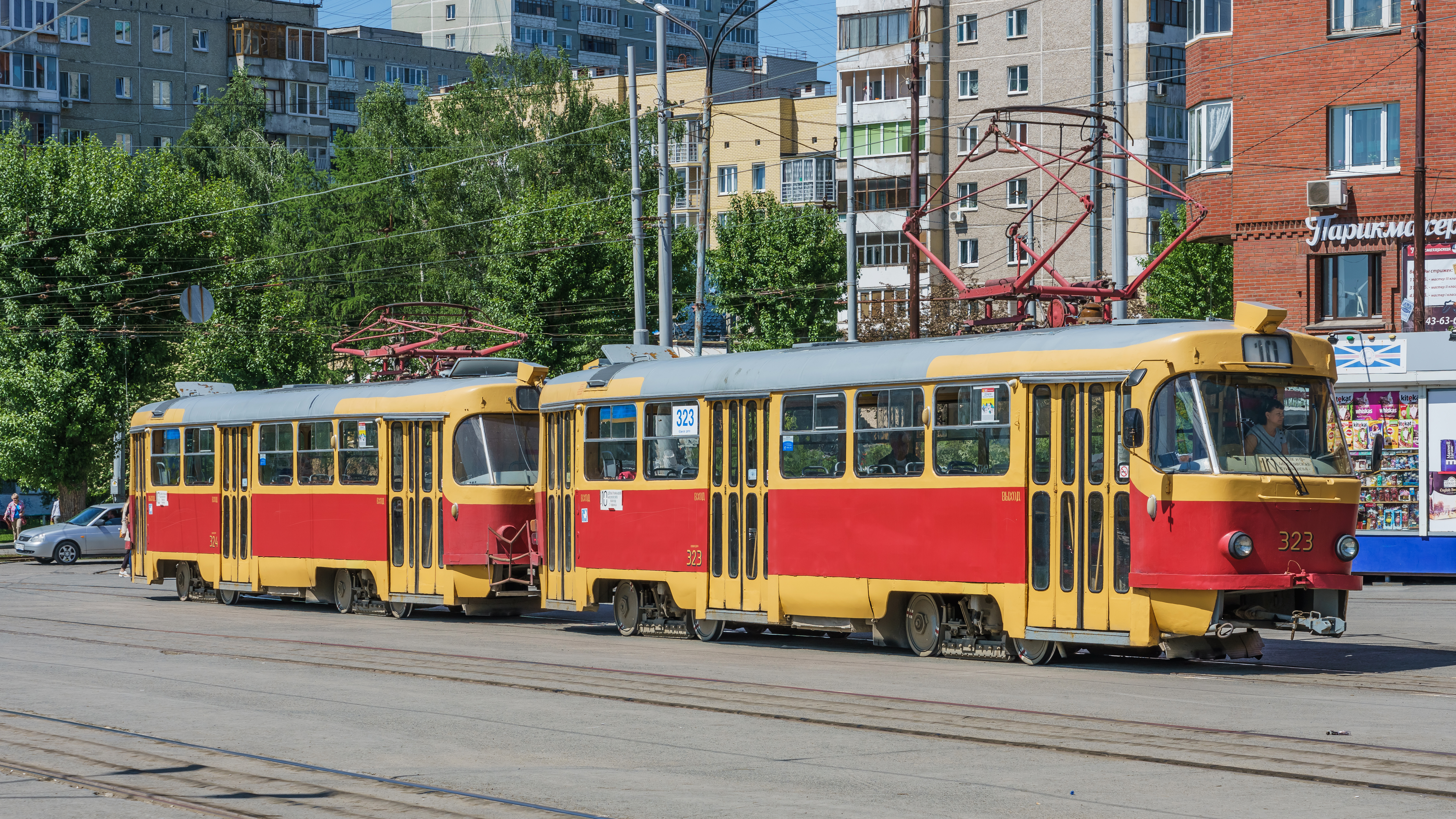
タトラT3SU（3扉）（2019年撮影）
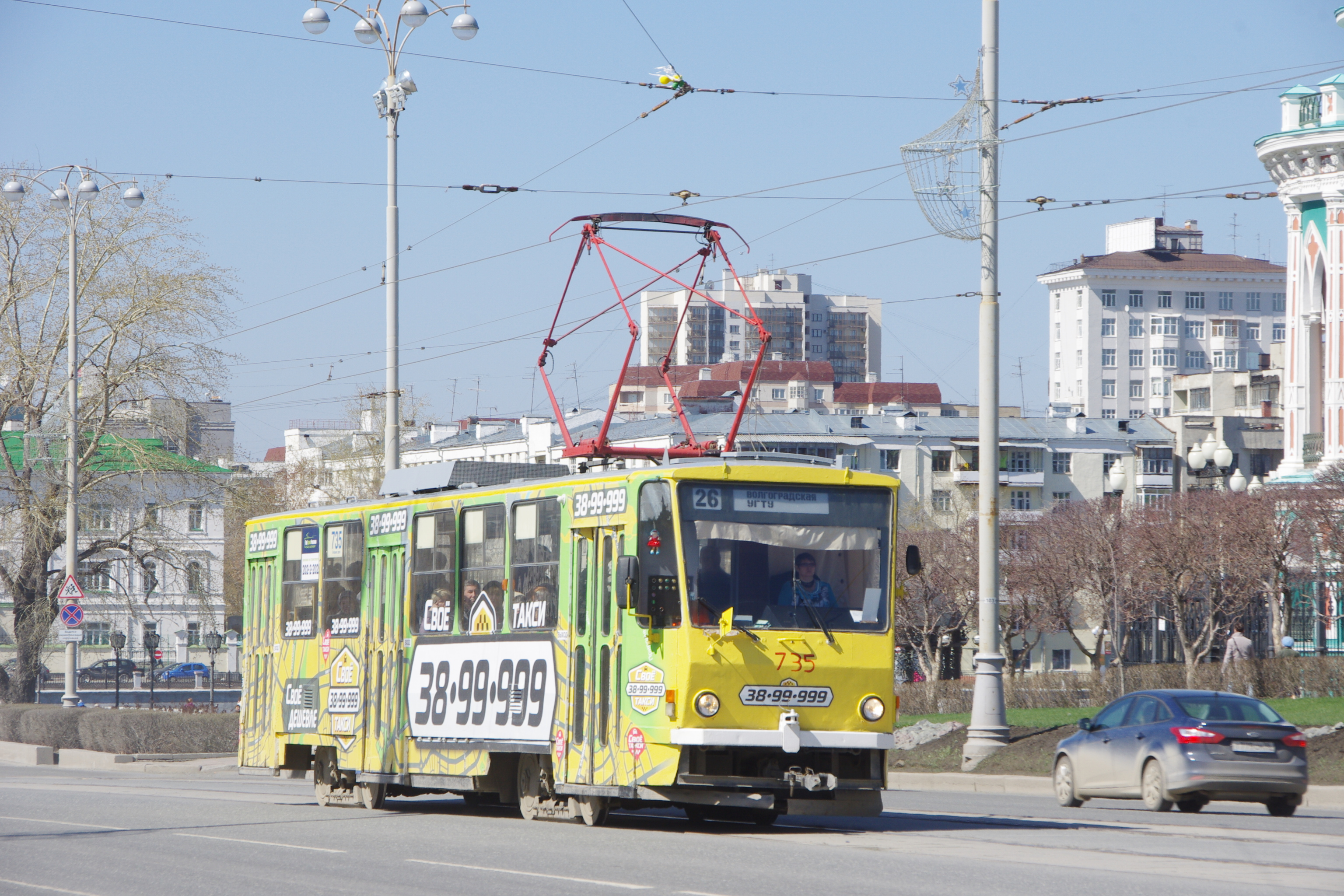
タトラT3M（2014年撮影）
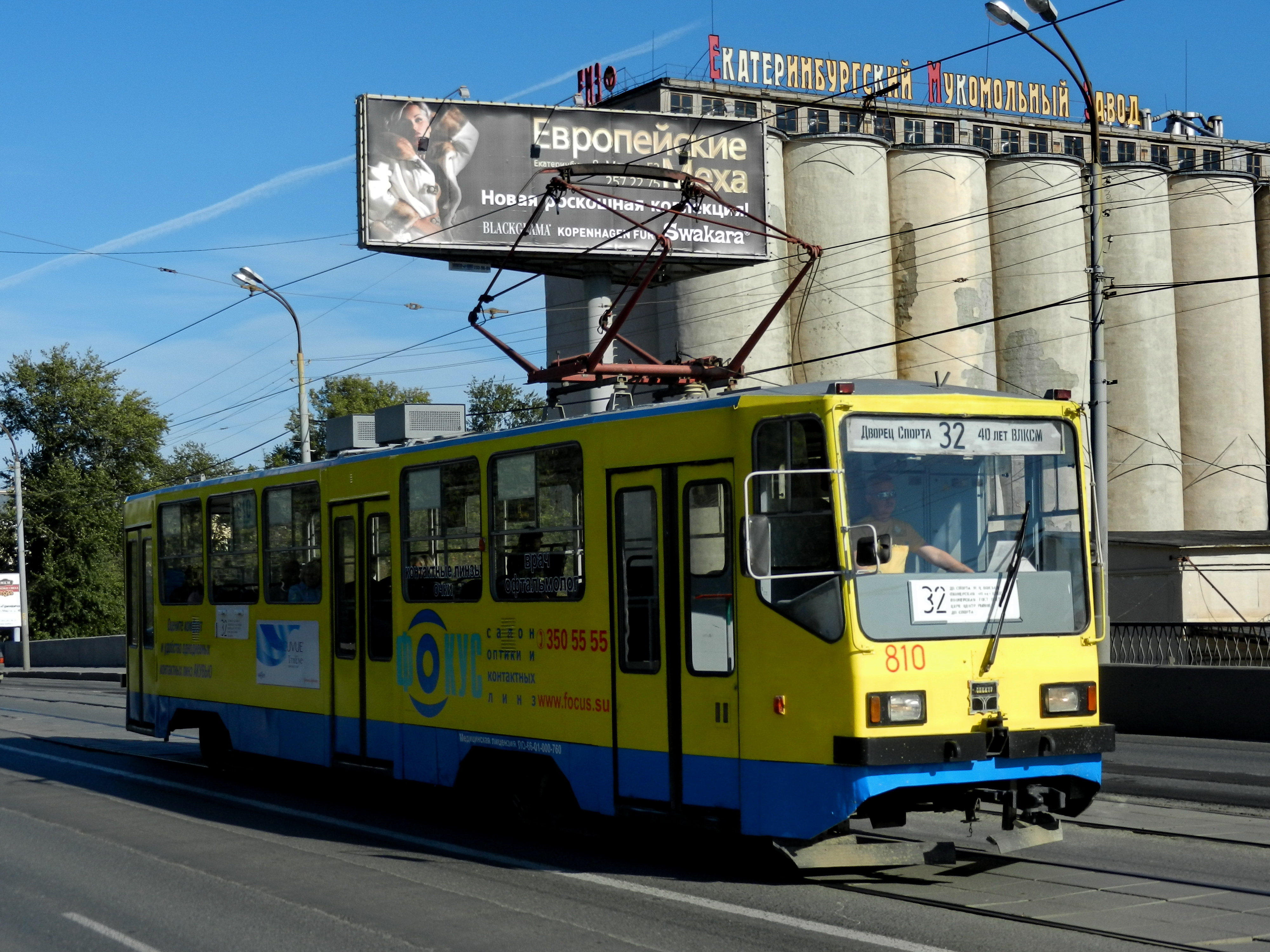
71-402（2011年撮影）
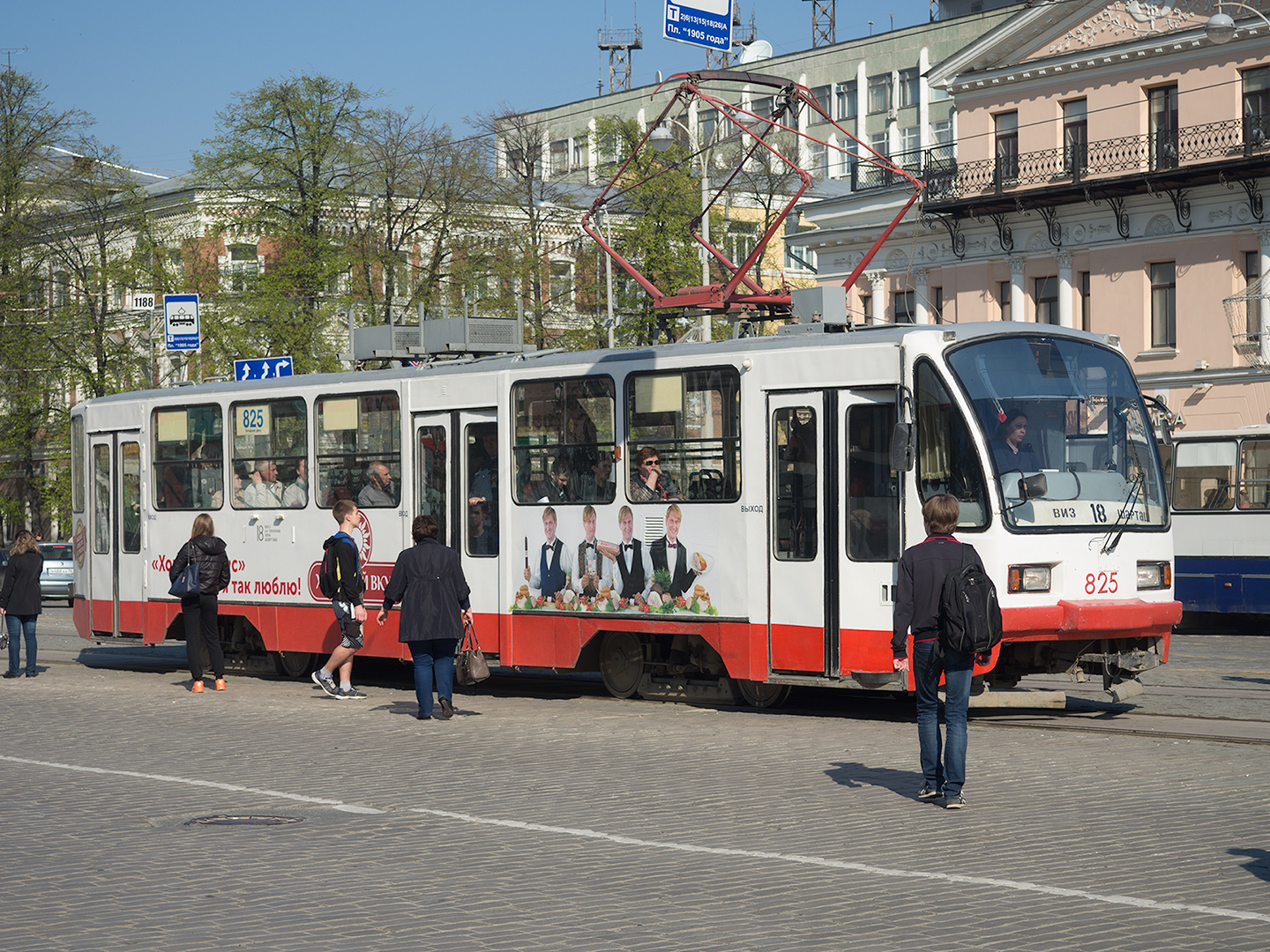
71-403（2015年撮影）
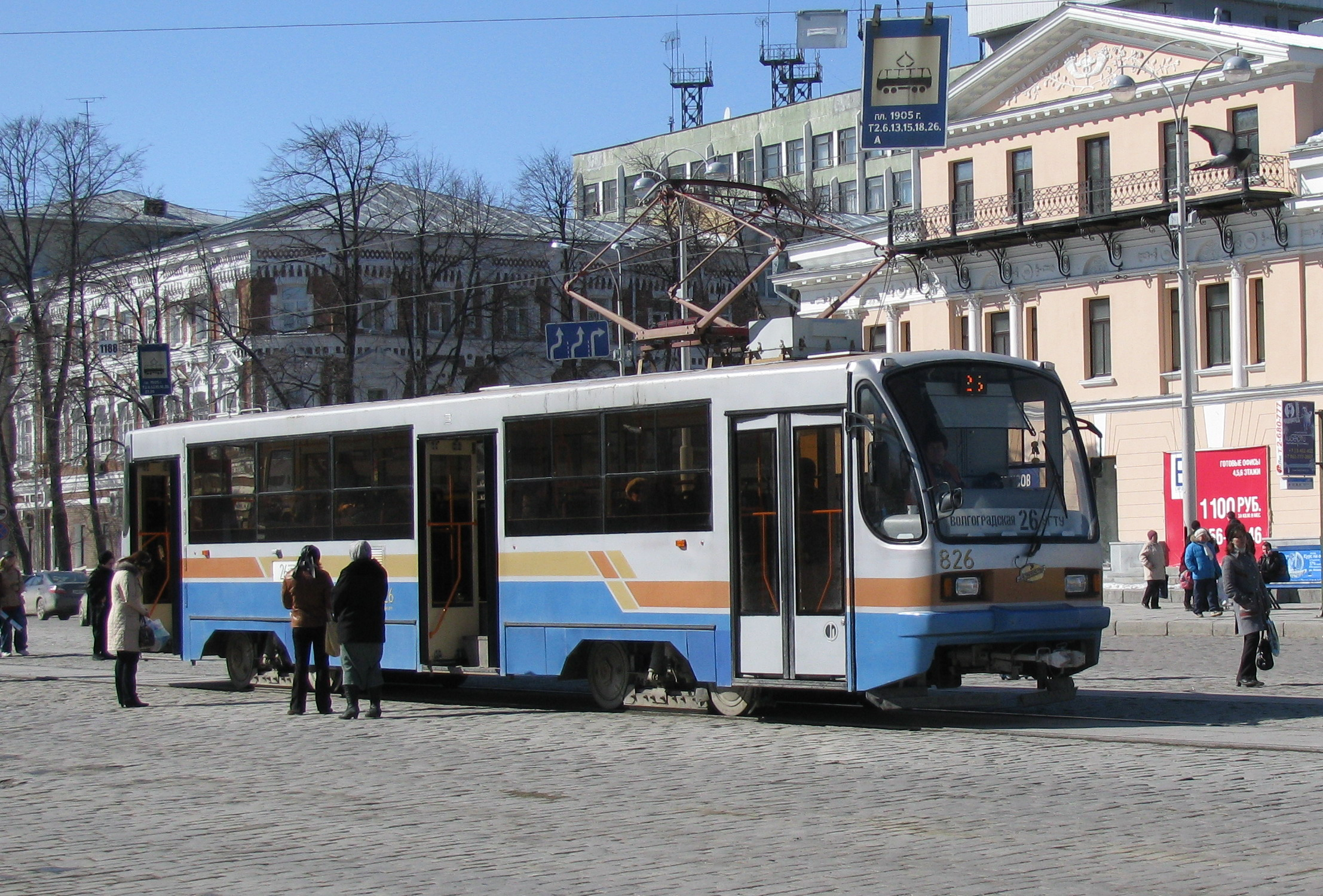
71-405

### 過去の車両
かつてエカテリンブルク市電で使用された車両の一部は、1998年に開設されたエカテリンブルク路面電車・トロリーバス歴史博物館（Музей истории развития Трамвайно-транспортного управления）で保存されている。
- Kh - 第二次世界大戦前に導入された2軸車。1972年までに廃車された[3][14]。
- MTV-82 - 戦後初のソ連製の路面電車車両。1948年から1980年代初頭まで使用された[3][4][14]。
- RVZ-6 - リガ車両製作工場製の路面電車車両。1961年に導入されたものの、タトラT3SUが増備された事で1968年にノヴォシビルスク市電へ転属した[3][14]。
- タトラT2SU - エカテリンブルク市電初のタトラカー。1958年に登場し、1980年代初頭まで使用された[3][14]。
- タトラK2SU - 2車体連接車のタトラカー。1963年から導入され高い収容力を誇ったが、技術的な問題から早期に運用を離脱し1980年までに廃車された[3][14]。

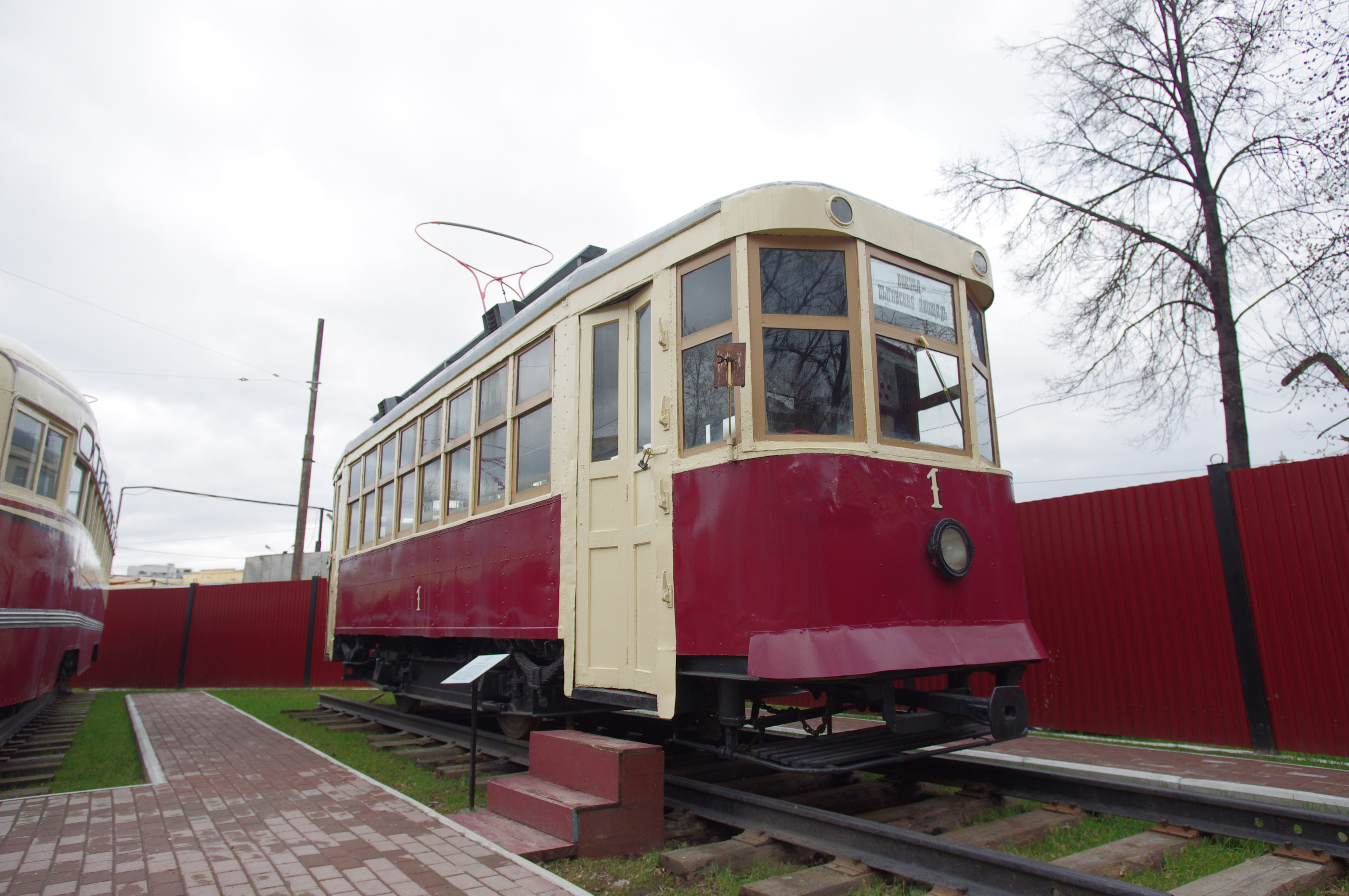
Kh（2014年撮影）
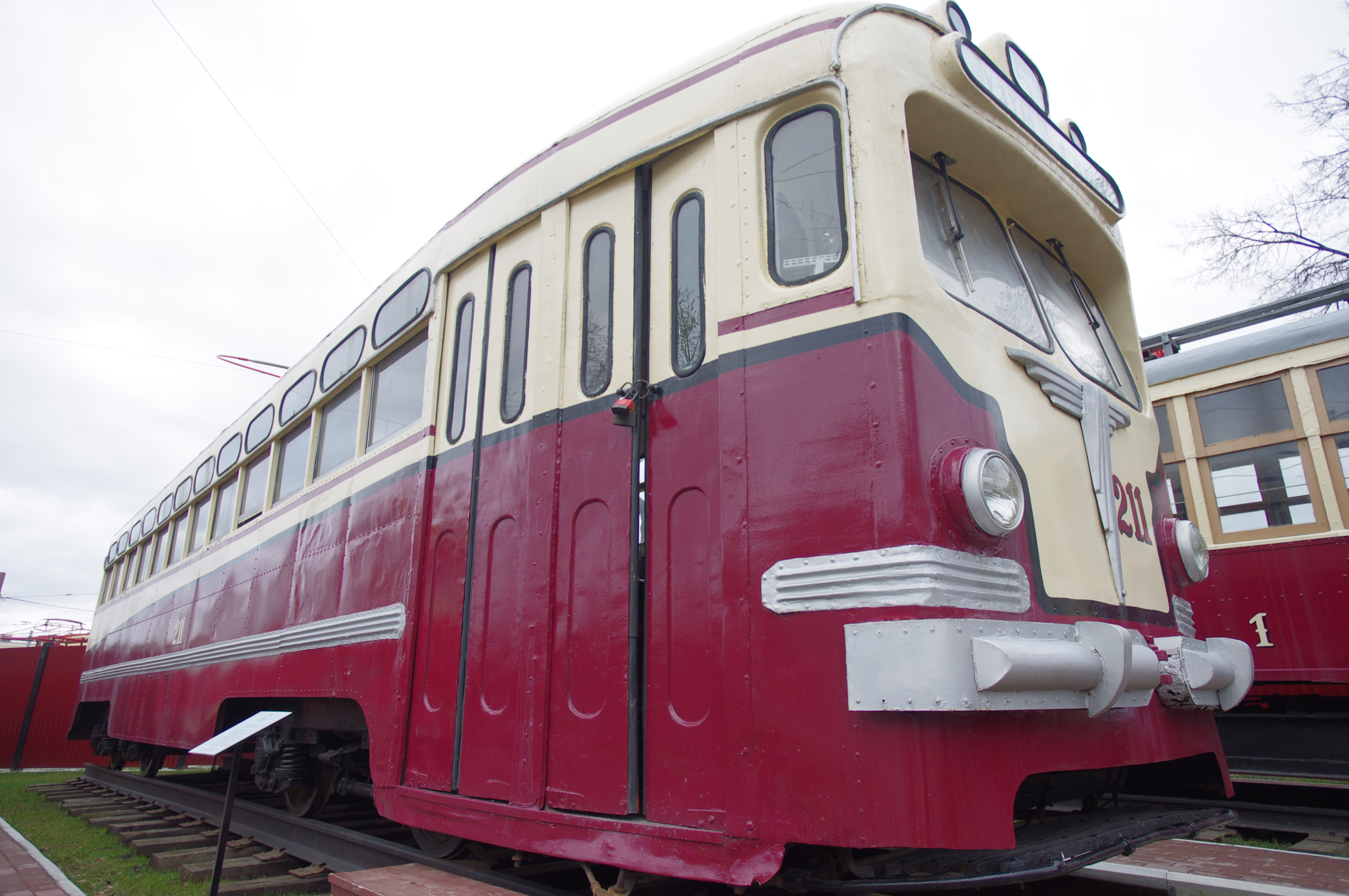
MTV-82（2014年撮影）
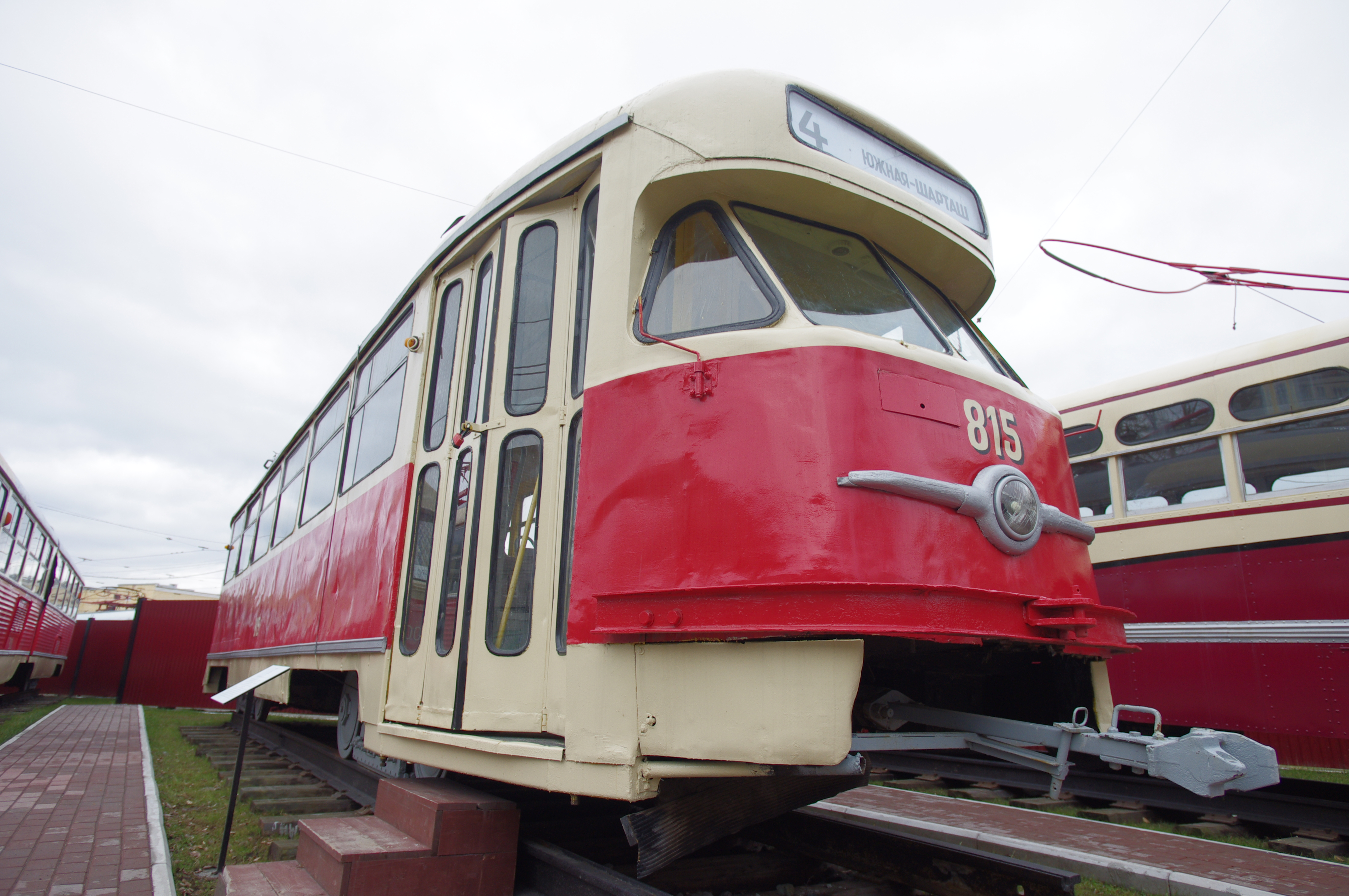
タトラT2SU（2014年撮影）
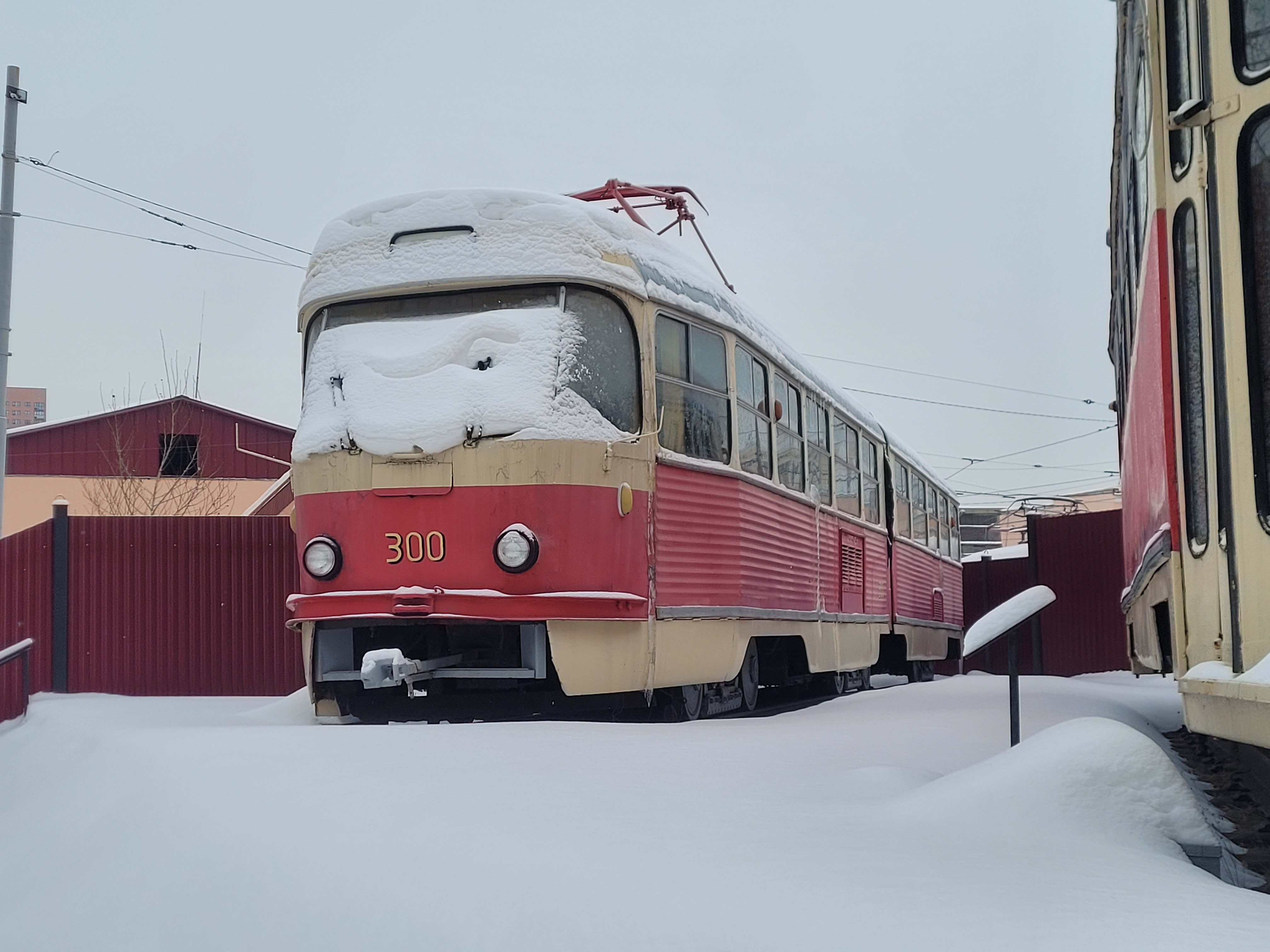
タトラK2SU（左、2023年撮影）